# Semion Remezov

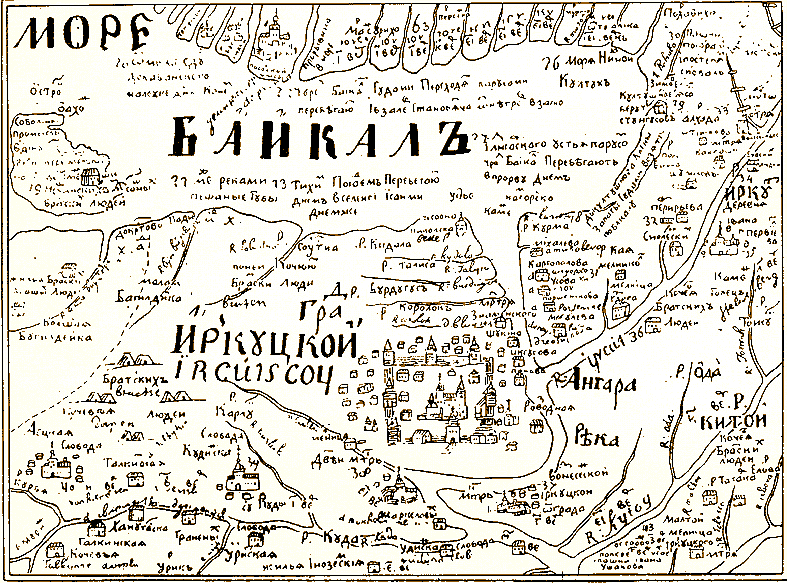
Une carte de la région d'Irkoutsk et du lac Baïkal dans l'une des chroniques de Semion Remezov.

Semion Oulianovitch Remezov (en russe : Семён Улья́нович Ре́мезов), né vers 1642 dans l'Oural et mort à Tobolsk après 1720, est un cartographe russe. 
Il est responsable de la compilation de trois collections de cartes de la Sibérie, qui sont devenus des atlas de la région. Les atlas de Remezov étaient importants pour l'expansion impériale de Pierre le Grand dans le territoire oriental de la Russie car ils fournissaient au tsar des informations sur le paysage sibérien et l'emplacement de ses communautés indigènes.

## Biographie
Né dans l'Oural, il arrive avec son père Yulian à Tobolsk vers l'age de 4 ou 5 ans. Il apprend à lire et à écrire dans les livres religieux. Son père étant régulièrement envoyé en mission en Sibérie d'où il ramenait des croquis géographiques, il se passionne pour ces plans et les collectionne. 
Après son mariage en 1676, il obtient l'autorisation du voïvode de Tobolsk, A. Golitsyne, d'entrer au service pour subvenir à sa famille. Il devient alors récolteur de grains, c'est-à-dire chargé de recenser les paysans ne payant pas leurs impôts en nature et de mesurer précisément les terrains des récoltes. Il peut ainsi, comme son père, parcourir toute la Sibérie. 
Remarqué en 1683 pour son plan de Tobolsk, il reçoit diverses commandes et entreprend dès 1687, un dessin d'ensemble de la Sibérie où il répertorie plus de 600 noms géographiques. En 1696, il reçoit la commande d'une grande carte de la Sibérie et explore le pays durant l'hiver 1696-1697. Comprenant que la tache ne peut se résumer en une carte, il décide de faire tout un livre, prélude d'un atlas qui sera publié pour la première fois aux Pays-Bas en 1958. 
Il rédige ensuite, en 1701 une Description des peuples sibériens et des limites de leurs terres et le prikaze de Sibérie Andrei Andrejewitsch Winius (de) lui commande une carte contenant des plans de villes de la Sibérie. Mais, Vinius tombe en disgrâce et Remezov dans l'oubli jusqu'à ce que Philip Johan von Strahlenberg le rencontre et inspire ses propres travaux.

## Cartographie
La cartographie de la Sibérie par Remezov associe les pratiques traditionnelles de cartographie russe à celles de la science moderne et des Lumières qui commençaient à influencer la culture russe de son époque. Par exemple, les cartes de Remezov suivaient le modèle russe consistant à utiliser des systèmes fluviaux comme base de conception au lieu de points astronomiques. Il en est résulté que beaucoup de ses cartes étaient orientées vers le sud au lieu du nord,. 
La cartographie de Remezov montre également la propagation du christianisme à travers la Sibérie. Sur ses cartes, les villes nouvellement fondées sont représentées par des églises élaborées. Pour Remezov, la conquête impériale du tsar avait également une composante religieuse et missionnaire, où la terre gagnée pour la Russie était également gagnée pour Dieu et son Église.
L'œuvre vivante et étendue de Remezov en fait la source prééminente, sinon exclusive, de la cartographie russe de la fin du XVIIe et du début du XVIIIe siècle. 